# Koloniale Hogeschool van België

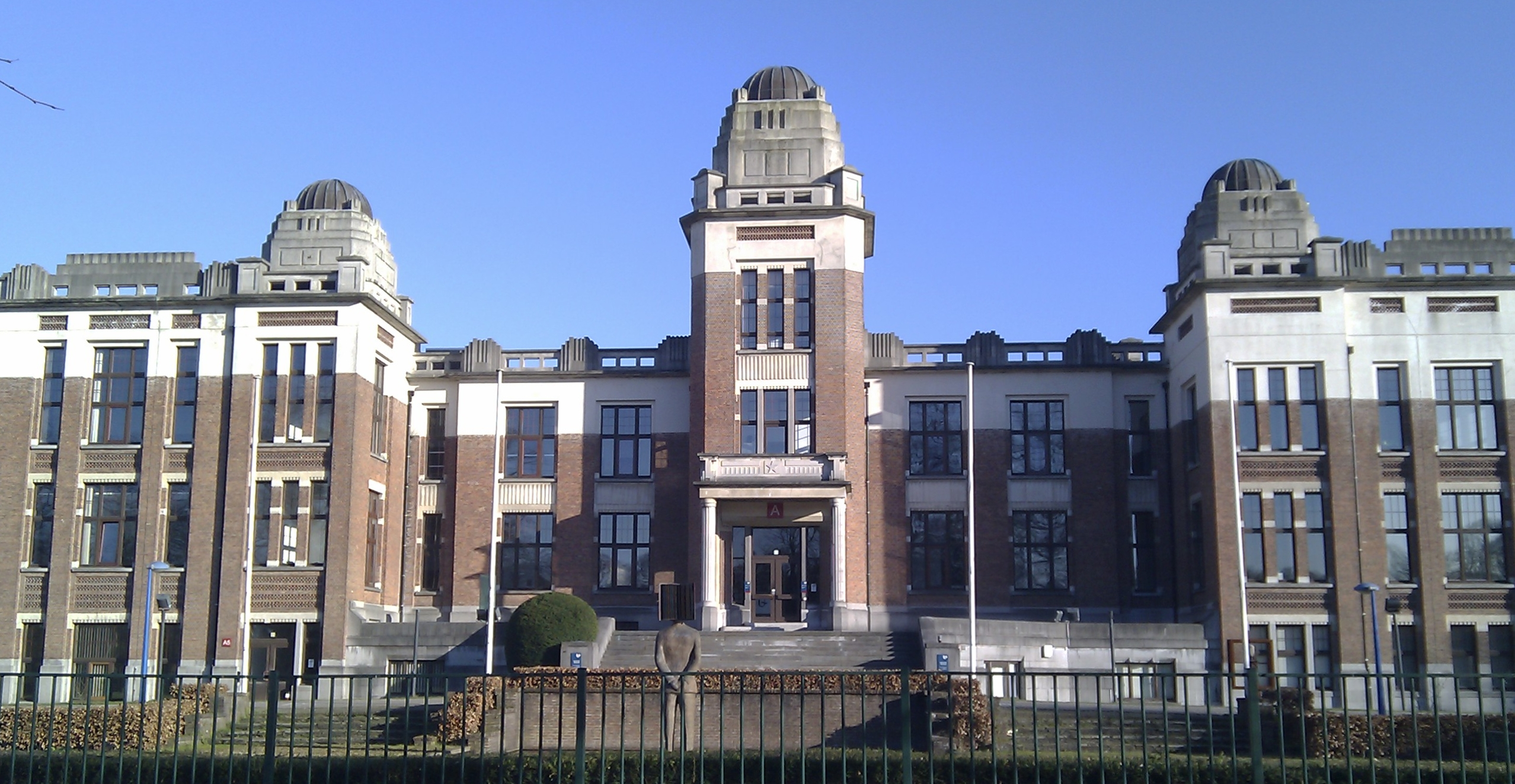
Het gebouw van de vroegere Koloniale Hogeschool doet heden dienst als rectoraat van de Universiteit Antwerpen en zetel van de associatie. (Campus Middelheim)

De Koloniale Hogeschool van België was een Belgische hogeschool, gevestigd in Antwerpen. Deze instantie, die studenten opleidde voor een leven in de Belgische kolonie Belgisch-Kongo, opende haar deuren in 1920 en zou deze weer sluiten in 1961, een jaar na de onafhankelijkheid van Congo.

## Geschiedenis
Vanaf 1908 beschikte België over de kolonie Belgisch-Kongo. Om toekomstige kolonialen op te kunnen leiden tot een (hogere administratieve) functie in de kolonie, werd het initiatief genomen tot het oprichten van een speciale hogeschool. De "Hogere Koloniale School" (École coloniale supérieure) werd opgericht bij Koninklijk Besluit van 11 februari 1920 door Louis Franck, minister van Koloniën. Drie jaar later, in 1923, werd de school omgevormd tot "Koloniale Hoogeschool van België" (Université coloniale de Belgique). De gebouwen nabij het Middelheimpark werden in november 1923 plechtig ingewijd door koning Albert I. Kolonel Charles Lemaire was toen bestuurder; na zijn dood werd hij in 1926 opgevolgd door luitenant Norbert Laude. Begin maart 1929 werd het hoofdgebouw geteisterd door een felle brand, maar meteen werd gestart met de heropbouw. Hierbij werd het uitzicht van het dak grondig gewijzigd. Deze nieuwbouw werd in mei 1931 feestelijk geopend. 
In 1949 werd de naam van de Koloniale Hogeschool omgedoopt tot "Universitair Instituut voor de Overzeese Gebieden" (eerst afgekort tot UNIOG, later UNIVOG) (Institut universitaire des territoires d'outre-mer (INUTOM)). De instelling stond op universitair niveau en kon diploma's afleveren van kandidaat en licentiaat in de koloniale en administratieve wetenschappen en in de handels- en koloniale wetenschappen.
Na de onafhankelijkheid van Congo in 1960 werd het UNIVOG in 1961 opgedoekt. In 1963 verkocht het instituut zijn volledige bibliotheek, en twee jaar later fusioneerde het Universitair Instituut voor de Overzeese Gebieden met de Rijkshandelshogeschool en het Hoger Instituut voor Vertalers en Tolken tot het  RUCA. Uit de fusie van het instituut met de afdeling Internationale Samenwerking van de Rijkshandelshogeschool ontstond het College voor Ontwikkelingslanden, dat in 2000 op zijn beurt met het Centrum Derde Wereld (Ufsia) fusioneerde tot het Instituut voor Ontwikkelingsbeleid en -beheer (IOB).
Het universiteitsgebouw  doet tegenwoordig dienst als gebouw A van de Campus Middelheim van de  Universiteit Antwerpen. Boven de hoofdingang is nog de vijfpuntige ster uit de vlag van Belgisch-Kongo te zien.

## Studenten
In 1921 werd een studentenclub aan de Hogere Koloniale School opgericht: de Association des Étudiants. Deze club droeg de kleuren oranje-wit-blauw en verdween weer in 1965.

## Trivia
Volgens een van de stadslegendes van de stad Antwerpen zou er onder het gebouw van de voormalige hogeschool een olifant begraven liggen. Toen er in 1932 een brand uitbrak bij circus Sarrasani, liet olifant Lady het leven. Het kadaver werd geschonken aan professor Hasse, bioloog aan de Koloniale Hogeschool. Hij voerde met zijn klas een sectie op het dier, waarna docent en leerlingen het enorme dier naast het instituut begroeven. Phil Van Den Bossche maakte in 2011 een televisieprogramma over deze legende voor de Antwerpse zender ATV en zocht uit wat er van de legende waar was. Uiteindelijk bleek de olifant in 1934 opnieuw opgegraven geweest te zijn. Ze rust sindsdien in het Museum voor Natuurwetenschappen in Brussel.